# مانويل فلوريس (سياسي)
مانويل فلوريس (بالإنجليزية: Manuel Flores)‏ هو سياسي أمريكي، ولد في 21 يناير 1972 بإل باسو في الولايات المتحدة. حزبياً، نشط في الحزب الديمقراطي.